# جوزيف يورجنسن
جوزيف يورجنسن هو سياسي أمريكي، ولد في 11 فبراير 1844 في فيلادلفيا في الولايات المتحدة، وتوفي في 21 يناير 1888 في بورتلاند في الولايات المتحدة. نشط حزبياً في الحزب الجمهوري. وقد انتخب عضو مجلس نواب الولايات المتحدة عن ولاية فرجينيا ‏ وانتخب عضو مجلس النواب الأمريكي ‏.